# 杉本戦車
杉本戦車（すぎもと せんしゃ、英表記：Sugimoto Sensha 、は、日本の男性シンガーソングライター。